# 1148
| Calendário gregoriano                                                        | 1148 MCXLVIII                                        |
| Ab urbe condita                                                              | 1901                                                 |
| Calendário arménio                                                           | 597 – 598                                            |
| Calendário bahá'í                                                            | -696 – -695                                          |
| Calendário budista                                                           | 1692                                                 |
| Calendário chinês                                                            | 3844 – 3845 Início a 23 de janeiro (aproximadamente) |
| Calendário copta                                                             | 864 – 865                                            |
| Calendário etíope                                                            | 1140 – 1141                                          |
| Calendários hindus - Vikram Samvat - Calendário nacional indiano - Cáli Iuga | 1203 – 1204 1069 – 1070 4248 – 4249                  |
| Calendário Holoceno                                                          | 11148                                                |
| Calendário islâmico                                                          | 542 – 543                                            |
| Calendário judaico                                                           | 4908 – 4909                                          |
| Calendário persa                                                             | 526 – 527                                            |
| Calendário rúnico                                                            | 1398                                                 |
| Calendário solar tailandês                                                   | 1691                                                 |

1148 (MCXLVIII, na numeração romana) foi um ano bissexto do século XII do calendário juliano, da Era de Cristo, e as suas letras dominicais foram D e C (53 semanas), teve  início a uma quinta-feira e terminou a uma sexta-feira.
No reino de Portugal estava em vigor a Era de César que já contava 1186 anos.
| Ano completo                           |
| -------------------------------------- |
| Ano bissexto com início à quinta-feira |

## Eventos
- 2 de Fevereiro — Inaugurado o Real Mosteiro de Alcobaça.
- 24 de junho — Alenquer é conquistada aos Mouros.
- Restauração das dioceses de Lisboa, Viseu e Lamego por D. Afonso Henriques.[carece de fontes?]
- A princesa bizantina Ana Comnena termina a escrita d´A Alexíada (data estimada).
- Fim do Reino Zírida da Ifríquia.
- Cerco de Damasco por tropas da Segunda Cruzada, entre 24 de julho e 29 de julho. Os sitiantes são derrotados pelos sitiados búridas, com o apoio do  emir de Alepo Noradine.

## Nascimentos
- João I de Brienne — rei de Jerusalém e coimperador latino de Constantinopla (m. 1237).
- Fujiwara no Kanemasa — nobre japonês  (m. c. 1200).
- Hugo III — duque da Borgonha desde 1162 até à sua morte  (m. 1192).

## Mortes
- Reinaldo III — conde da Borgonha  (n. 1093).
- Ulvilda da Suécia — rainha consorte da Suécia e Dinamarca como esposa de, primeiramente, Ingo II da Suécia, depois, Nicolau I da Dinamarca e por último foi casada com Suérquero I da Suécia  (n. 1095).
- Abril — Afonso-Jordão de Toulouse, conde de Trípoli de 1105 até 1109, conde de Tolosa, de Ruergue, de Albi, de Agenais e do Quercy, marquês de Gótia e da Provença e duque de Narbona de 1108 até à sua morte  (n. 1103).
- 20 de agosto — Guilherme II de Nevers, cruzado e conde de Nevers e de Condado de Auxerre  (n. 1083).
- 30 de agosto — Amadeu III de Saboia, sogro de D. Afonso Henriques, primeiro rei de Portugal  (n. 1095).
- 8 de setembro — Guilherme de Saint-Thierry, teólogo, místico e abade  (n. c. 1085).
- 2 de novembro — São Malaquias  (n. 1094).
- 9 de novembro — Ari, o Sábio, cronista islandês  (n. 1067).